# Schloss Döttingen
Das Schloss Döttingen ist eine abgegangene Wasserburg und späteres Schloss in Döttingen (Buchsteige 2), einem Ortsteil der Gemeinde Braunsbach im Landkreis Schwäbisch Hall in Baden-Württemberg.
1584 wurde die Wasserburg der Herren von Bachenstein, vermutlich eine Nachfolgeanlage ihrer bereits 1488 zerstörten Burg Bachenstein, von Graf Friedrich zu Hohenlohe zu einem Renaissance-Schloss mit Barockformen umgebaut. 1781 wurde der Nordflügel vergrößert neu gebaut. Im Westflügel befindet sich in zwei Geschossen ein einfacher Laubengang. 1911 blieb nach dem Abbruch des Südflügels nur die Ost- und Nordmauer erhalten. Seit 1836 ist das Schloss in bürgerlichem Besitz, wurde 1959 bis 1961 renoviert und dient heute als Hotel.